# Moratuwa
Moratuwa (en tamil: மொறட்டுவை ) es una ciudad de Sri Lanka en el distrito de Colombo, provincia Occidental.

## Geografía
Se encuentra a una altitud de 9 m s. n. m. a 20 km de la capital nacional, Colombo, en la zona horaria UTC +5:30.

## Demografía
Según estimación 2011 contaba con una población de 204 849 habitantes.